# Mojš
Mojš és un poble i municipi d'Eslovàquia que es troba a la regió de Žilina, al centre-nord del país.

## Història
La primera menció escrita de la vila es remunta al 1270.

## Demografia
| Godina             | 1994 | 2004   | 2014     | 2024    |
| ------------------ | ---- | ------ | -------- | ------- |
| Nombre de persones | 490  | 450    | 924      | 1496    |
| Diferència         |      | −8,16% | +105,33% | +61,90% |

| Godina             | 2023 | 2024   |
| ------------------ | ---- | ------ |
| Nombre de persones | 1450 | 1496   |
| Diferència         |      | +3,17% |